# Alassane Diop
Alassane Diop (ur. 22 września 1997 w Nawazibu) – mauretański piłkarz grający na pozycji defensywnego pomocnika. Od 2022 jest zawodnikiem klubu Al-Nasr Salala.

## Kariera klubowa
Swoją karierę piłkarską Diop rozpoczął w klubie FC Nouadhibou. W 2015 roku zadebiutował w jego barwach w pierwszej lidze mauretańskiej. W sezonie 2015/2016 wywalczył z nim wicemistrzostwo Mauretanii, a w sezonie 2016/2017 zdobył z nim Puchar Mauretanii.
W 2017 roku Diop przeszedł do łotewskiego klubu FK Liepāja. W sezonie 2017 wywalczył z nim wicemistrzostwo Łotwy oraz sięgnął po Puchar Łotwy. W sezonie 2017/2018 grał pononwie w FC Nouadhibou, z którym wywalczył dublet - mistrzostwo i Puchar Mauretanii. W sezonie 2018/2019 był zawodnikiem saudyjskiego Hajer FC, a w sezonie 2019/2020 najpierw grał w katarskim Al-Shamal SC, a następnie w irackim Zakho FC. W sezonie 2020/2021 występował w omańskim Al-Orouba SC, a w 2021 był zawodnikiem bahrajńskiego Isa Town SC. W 2022 przeszedł do omańskiego Al-Nasr Salala.

## Kariera reprezentacyjna
W reprezentacji Mauretanii Diop zadebiutował 13 stycznia 2018 w przegranym 0:4 meczu Mistrzostw Narodów Afryki 2018 z Marokiem, rozegranym w Casablance. W 2019 roku został powołany do kadry na Puchar Narodów Afryki 2019. Na tym turnieju nie rozegrał żadnego spotkania.